# Solanum coagulans
Solanum coagulans es una especie de planta fanerógama perteneciente a la familia de las solanáceas. Es originaria de Egipto y el Cuerno de África.

## Taxonomía
Solanum coagulans fue descrita por Peter Forsskål y publicado en Flora Aegyptiaco-Arabica 2: 47. 1775.
Etimología
Solanum: nombre genérico que deriva del vocablo Latíno equivalente al Griego στρνχνος (strychnos) para designar el Solanum nigrum (la "Hierba mora") —y probablemente otras especies del género, incluida la berenjena—, ya empleado por Plinio el Viejo en su Historia naturalis (21, 177 y 27, 132) y, antes, por Aulus Cornelius Celsus en De Re Medica (II, 33). Podría ser relacionado con el Latín sol. -is, "el sol", debido a que la planta sería propia de sitios algo soleados.
coagulans: epíteto
Sinonimia
- Solanum depressum Bitter (1923)
- Solanum ellenbeckii var. oligopilum Bitter
- Solanum ellenbeckii Dammer (1905)
- Solanum thruppii C.H. Wright (1894)
- Solanum dubium Fresen. (1833)
- Solanum dubium var. denseaculeatum Bitter (1923)
- Solanum dubium var. subinerme Bitter (1923)
- Solanum dubium var. dolichoplocalyx Bitter (1923)[6]